# Міхал Шлезінгр
Міхал Шлезінгр (чеськ. Michal Šlesingr, 3 лютого 1983) — чеський біатлоніст, чемпіон світу з бітлону, учасник та переможець етапів Кубка світу з біатлону.
Міхал займається біатлоном з 1995 року, в національній збірній з 2003 року. Найбільшого успіху він досяг на чемпіонаті світу 2007 року, що проходив у Антерсельві, де виграв срібну медаль у спринті та бронзову медаль в індивідуальній гонці.

## Статистика
У таблиці наведено статистику виступів біатлоніста в Кубку світу.
- Місця 1–3: кількість подіумів
- Чільна 10: кількість фінішів у першій десятці
- В очках: кількість виступів, на яких біатлоніст здобував очки
- Старти: кількість стартів
- Естафета: включно зі змішаною

| Місця                              | Індивід. | Спринт | Персьют | Мас-старт | Естафета | Разом |
| ---------------------------------- | -------- | ------ | ------- | --------- | -------- | ----- |
| 1                                  |          |        |         | 1         |          | 1     |
| 2                                  |          | 1      |         |           |          | 1     |
| 3                                  | 1        |        |         | 1         |          | 2     |
| Чільна 10                          | 7        | 6      | 7       | 3         | 26       | 49    |
| В очках                            | 18       | 30     | 26      | 20        | 35       | 129   |
| Стартів                            | 24       | 63     | 42      | 20        | 35       | 184   |
| Станом на: кінець сезону 2009/2010 |          |        |         |           |          |       |